# Сыромятниково (Путивльский район)
Сыромятниково (укр. Сиром'ятникове) — село,
Князевский сельский совет,
Путивльский район,
Сумская область,
Украина.
Население по переписи 2001 года составляло 38 человек.

## Географическое положение
Село Сыромятниково находится на расстоянии до 1 км от города Путивль и сёл Князевка и Толчениково.
По селу протекает пересыхающий ручей с запрудой.
Рядом проходит автомобильная дорога Т-1908.